# Tipula (Lunatipula) rutila
Tipula (Lunatipula) rutila is een tweevleugelige uit de familie langpootmuggen (Tipulidae). De soort komt voor in het Palearctisch gebied.